# BMW 503
La BMW 503 est un modèle coupé 2+2 sport, du constructeur automobile allemand BMW, construite à 413 exemplaires entre 1956 et 1959.

## Historique
La BMW 503 dessinée par le designer allemand Albrecht von Goertz, est une évolution des BMW 502 et BMW 327 précédentes. Un prototype est présenté au salon de l'automobile de Francfort de 1955, avant que la production ne commence l'année suivante, conjointement avec sa variante roadster de luxe BMW 507.
Elle est motorisée avec un moteur V8 BMW de 3,2 L, pour une vitesse maximum de 190 km/h.

BMW 503 coupé
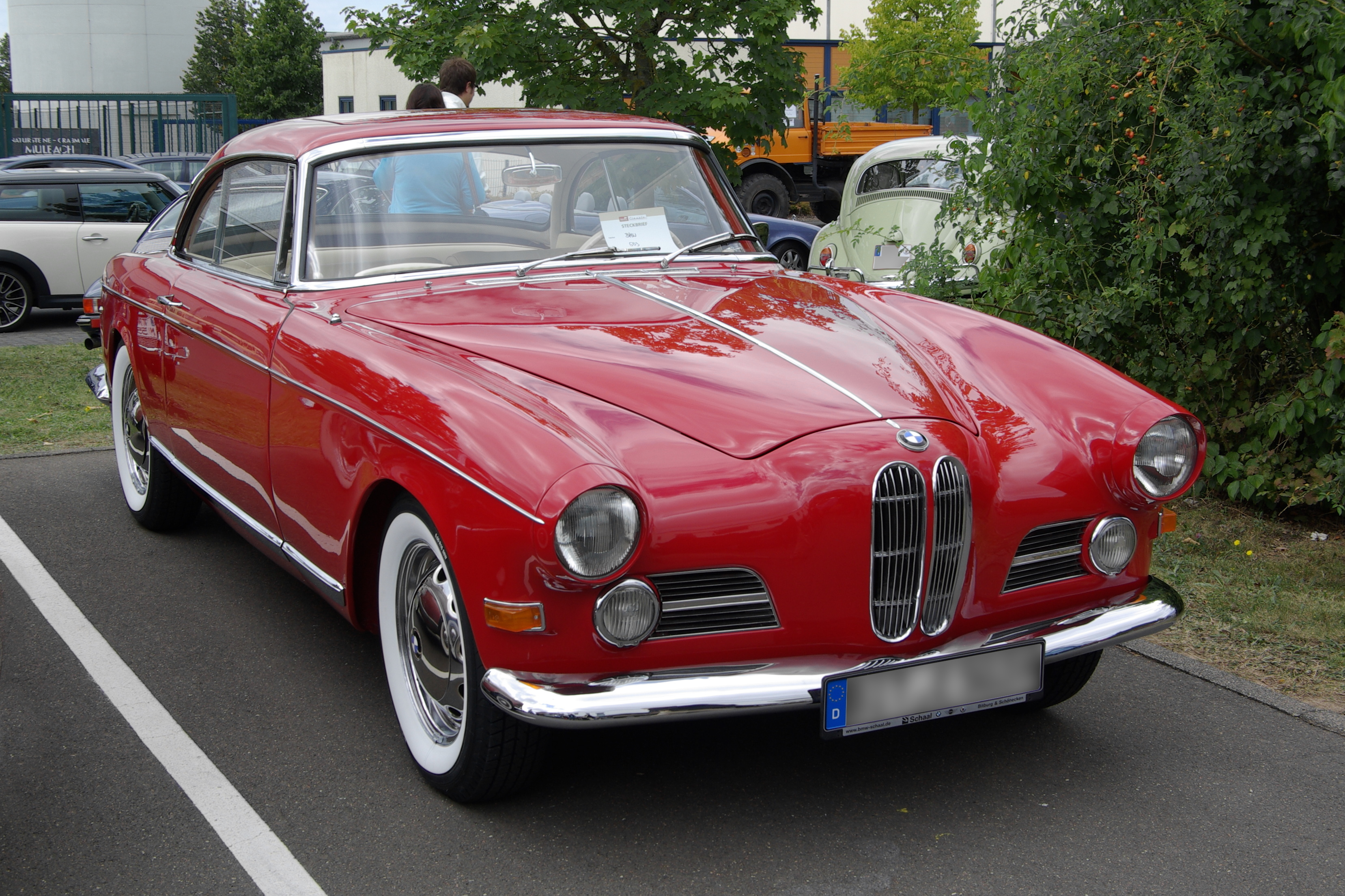
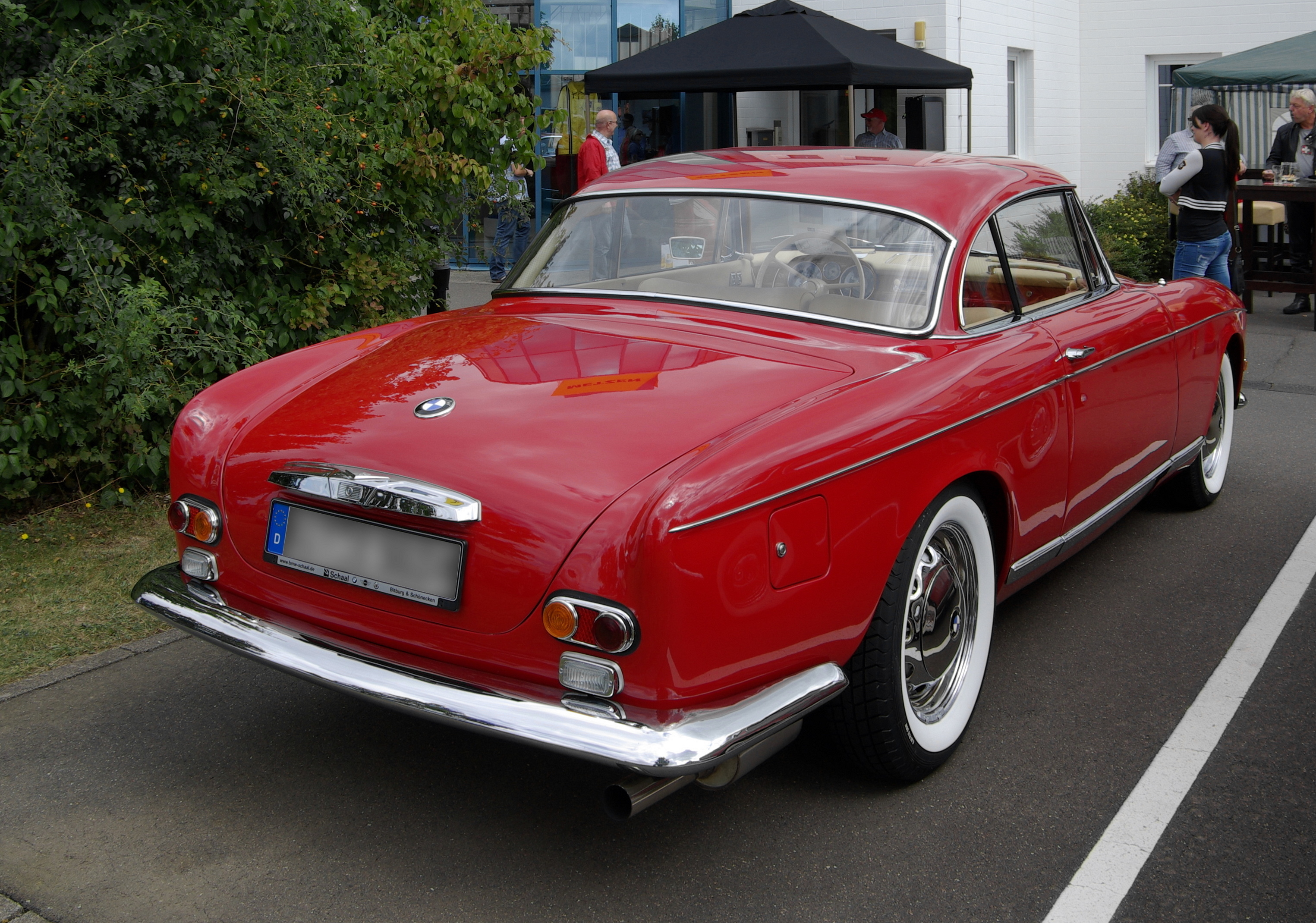
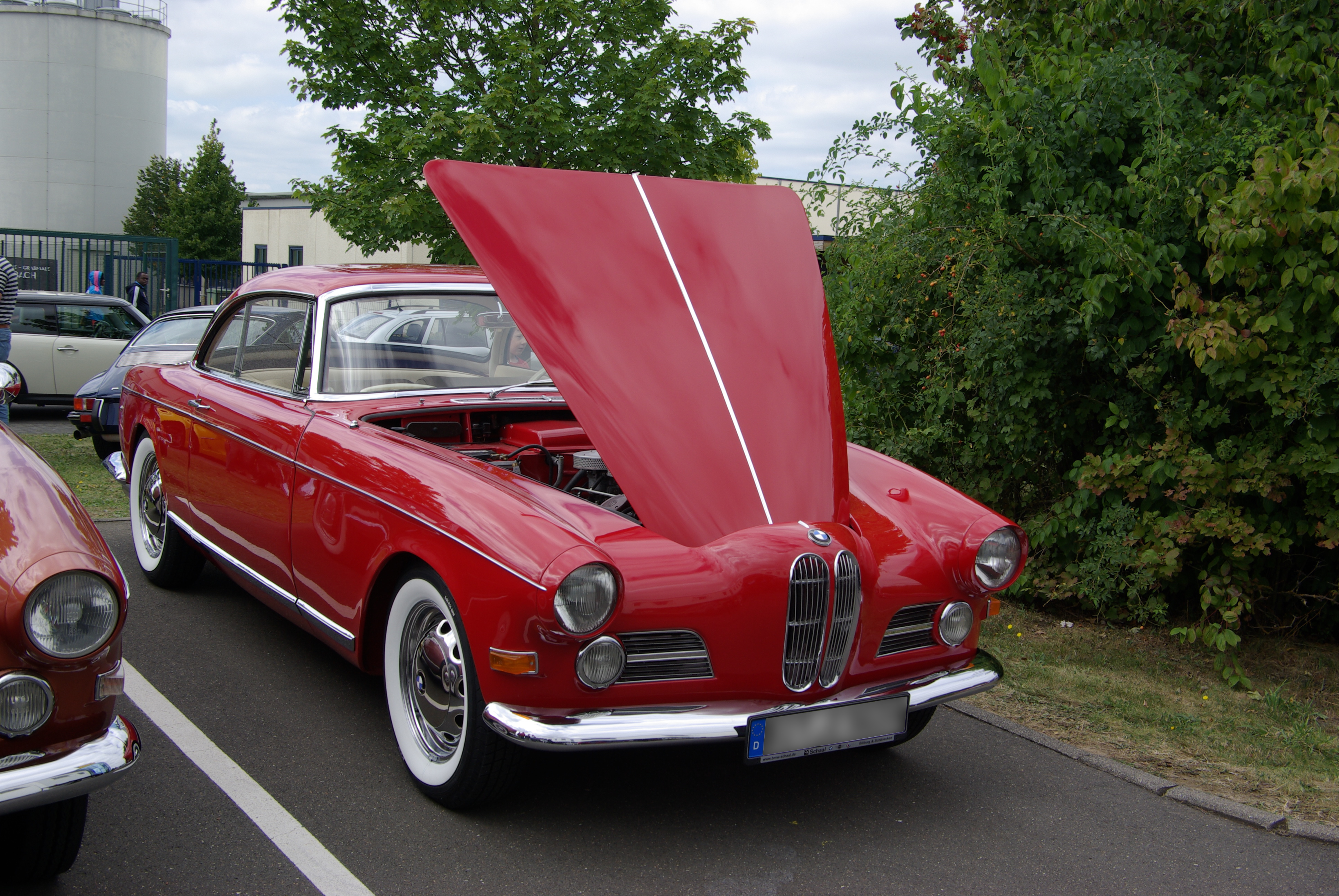
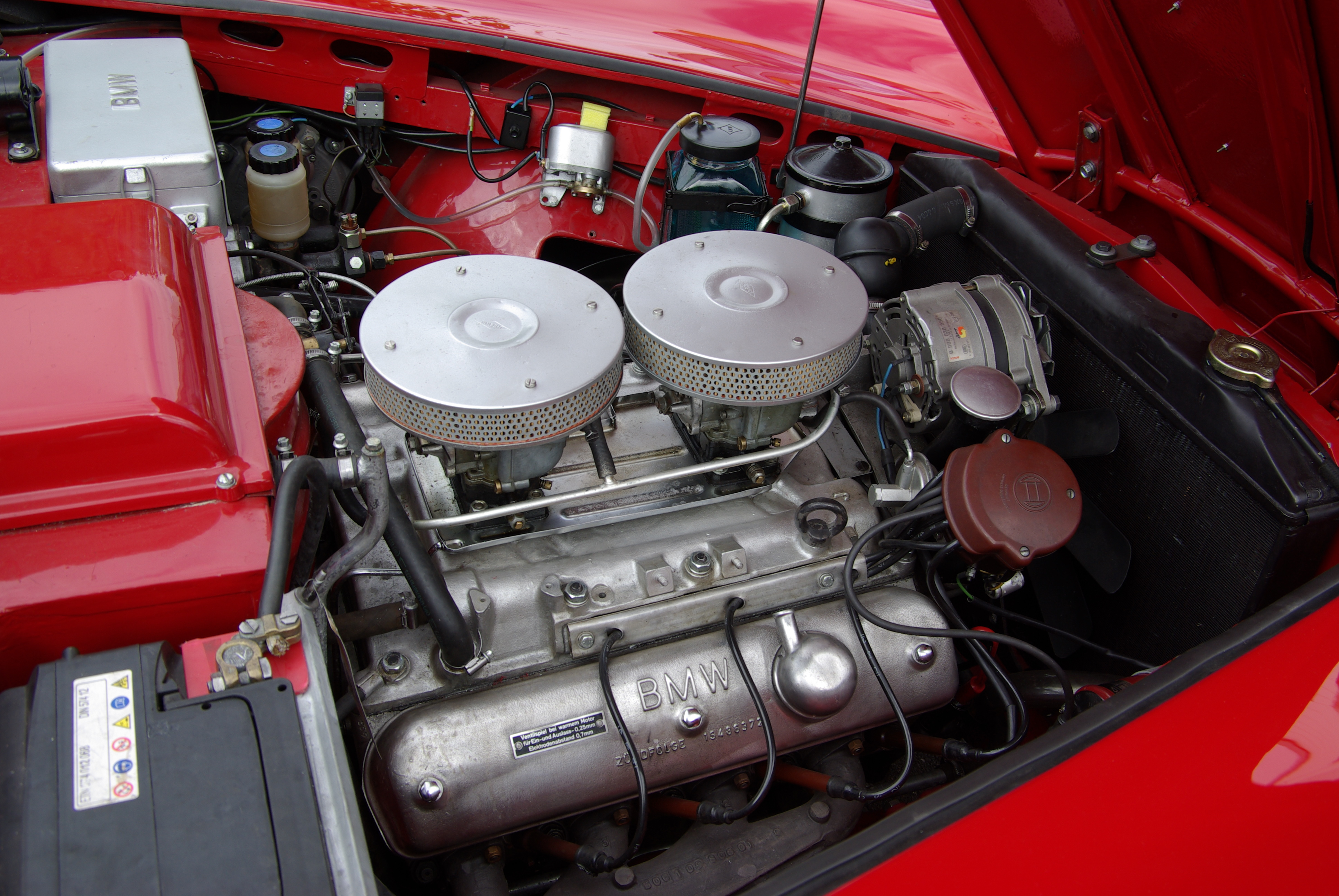

## Lifting
Un total de seulement 412 exemplaires ont été construits de 1956 à 1960,, dont 139 cabriolets et 273 coupés, la dernière BMW 503 (un coupé) a reçu le numéro de châssis 69412 ; le dernier cabriolet construit a reçu le numéro de châssis 69408. Deux séries ont été créées, dont les principales différences résidaient dans les circuits, dans la technologie des mécanismes automatiques pour les vitres et la capote, dans la position du cendrier et dans les bandes latérales décoratives.
Les voitures de la série 1 sont équipées d’un levier de vitesses à colonne avec boîte de vitesses sous le siège avant (sauf pour les modèles à 5 vitesses avec conduite à droite pour les clients britanniques), de vitres hydrauliques et d’une capote hydraulique, d’un cendrier sous le tableau de bord et de moulures arrière incurvées. Les voitures de la série 2, en revanche, ont un levier de vitesses avec boîte de vitesses sur le moteur, des vitres électriques, mais toujours une capote hydraulique, le cendrier est à côté du haut-parleur de la radio sur le tableau de bord et des bandes décoratives droites partout.

BMW 503 cabriolet
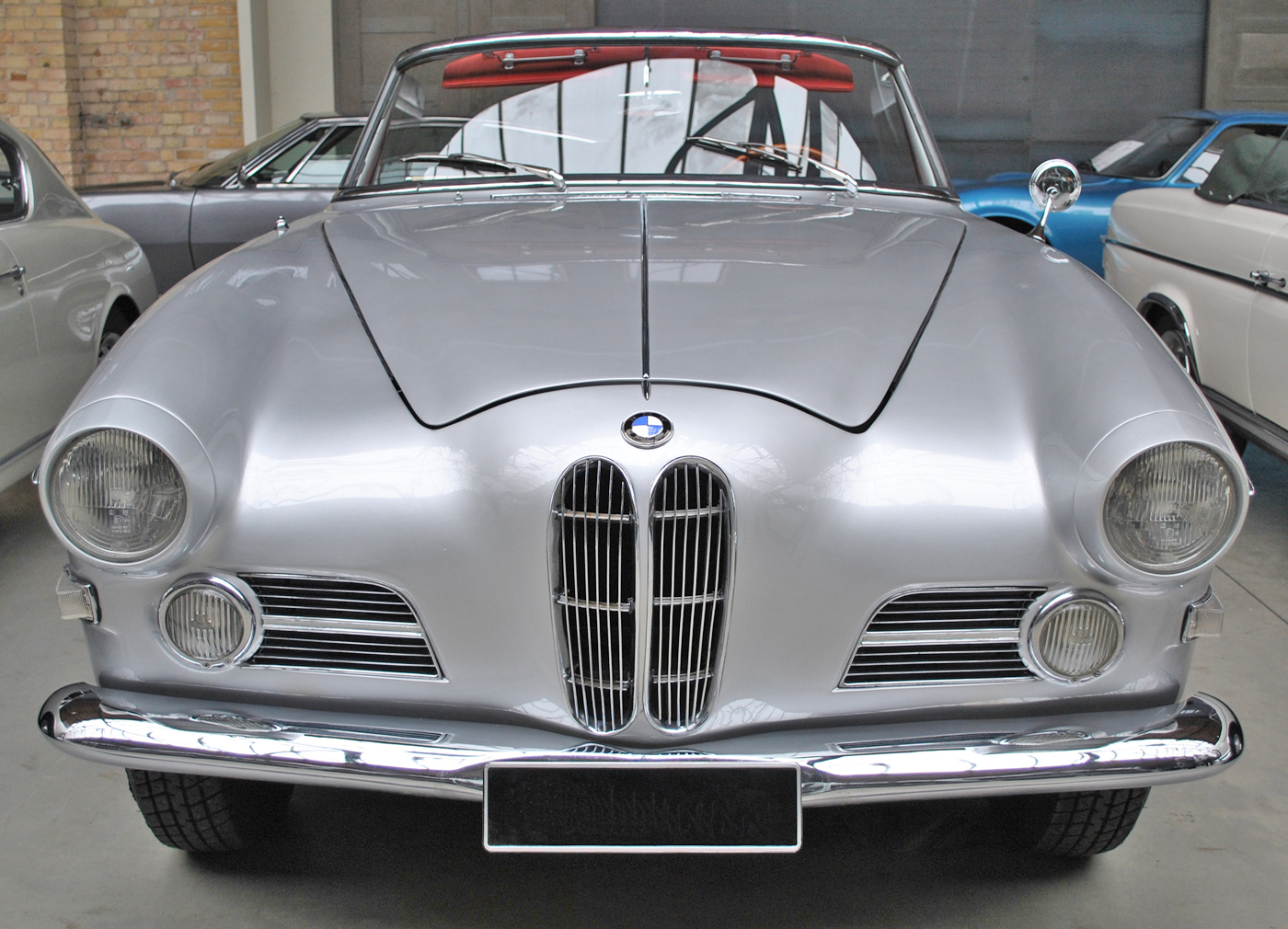
BMW 503, vue de face
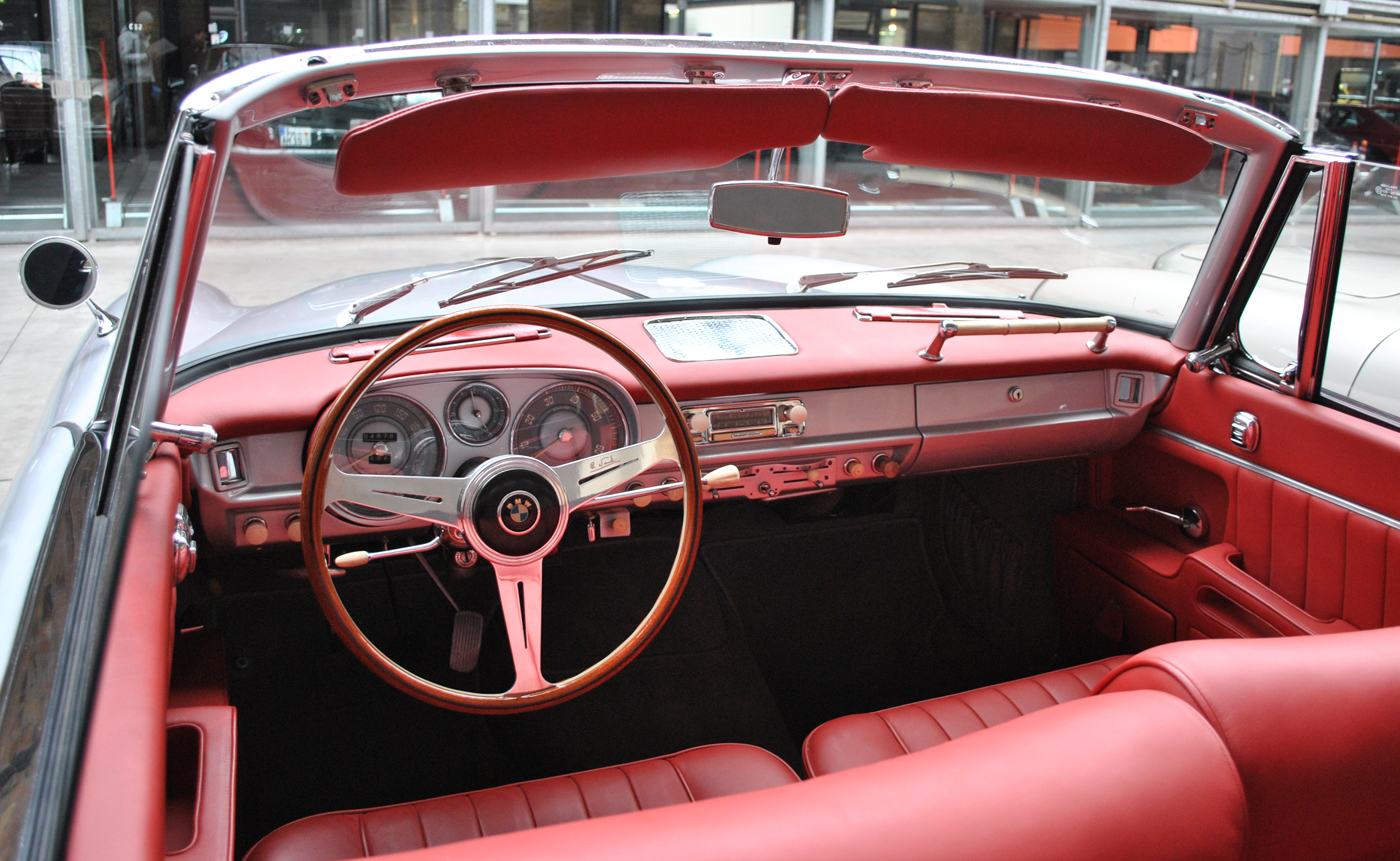
Tableau de bord de la série 1
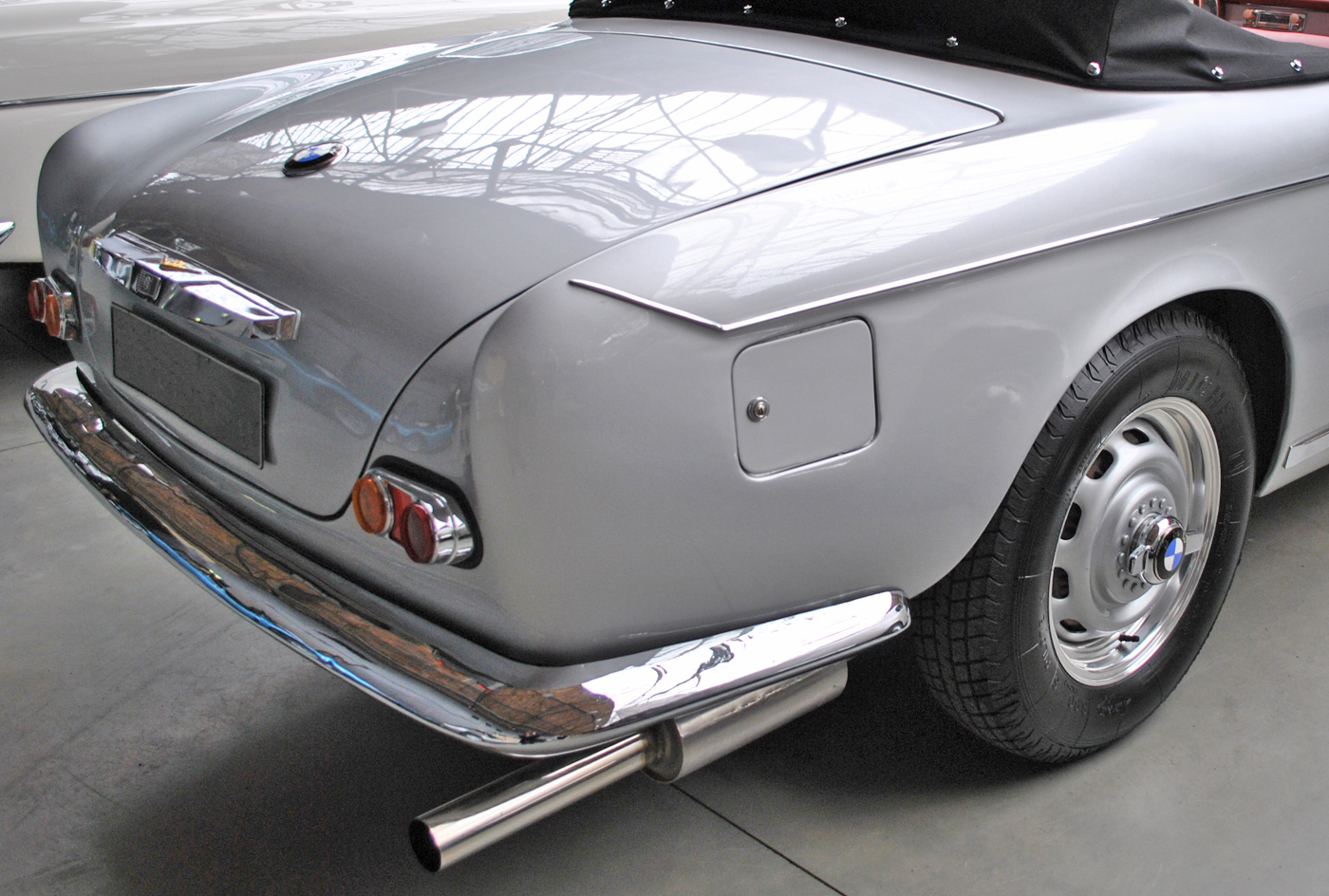
Garniture incurvée de la série 1
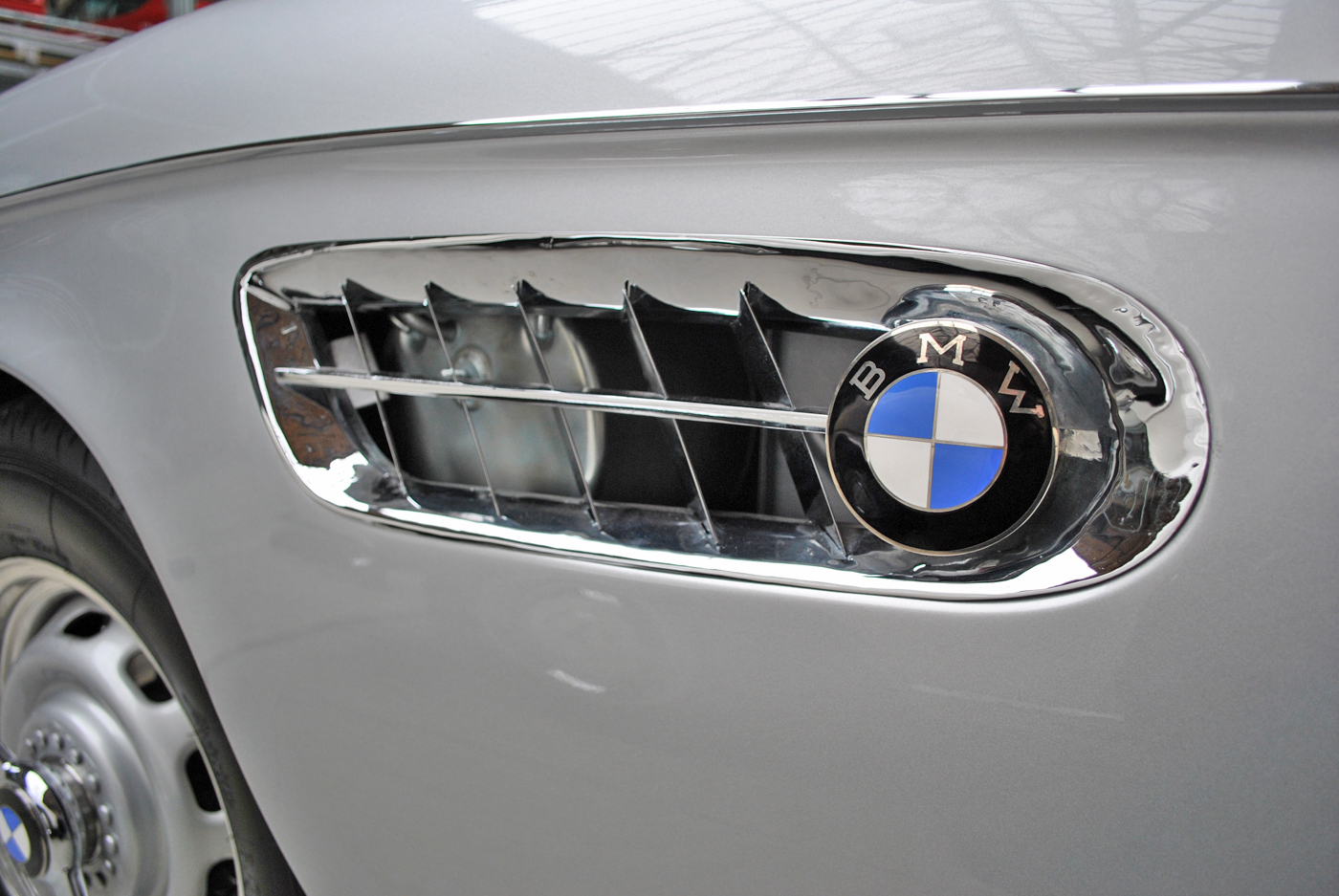
Sortie d’air à la BMW 507

| Série                           | Série 1                     | Série 2                     |
| ------------------------------- | --------------------------- | --------------------------- |
| Période de construction:        | De mai 1956 à décembre 1957 | De décembre 1957 à mai 1960 |
| Coupés:                         | 136                         | 134                         |
| Cabriolets:                     | 78                          | 58                          |
| Coupés à conduite à droite:     | 2                           | 1                           |
| Cabriolets à conduite à droite: | 3                           | -                           |
| Total:                          | 219                         | 193                         |